# Schabrackenhyäne
Die Schabrackenhyäne (Parahyaena brunnea oder Hyaena brunnea), auch Braune Hyäne oder Strandwolf genannt, ist eine Raubtierart aus der Familie der Hyänen (Hyaenidae). Sie wiegt rund 40 Kilogramm und ist die einzige Hyänenart, deren Fell kaum gemustert oder gestreift ist. Sie lebt in trockenen Gebieten im südlichen Afrika. Sie ist überwiegend nachtaktiv und hat ein komplexes Sozialverhalten: Sie lebt in „Clans“ genannten Gruppen, deren Mitglieder aber allein auf Nahrungssuche gehen. Ihre Nahrung besteht vorwiegend aus dem Aas größerer Tiere, daneben jagt sie auch selbst kleinere Tiere.

## Merkmale

### Körperbau und Fell
Die Schabrackenhyäne ist von der Größe her die mittlere der drei Eigentlichen Hyänen (Hyaeninae), sie ist größer als die Streifenhyäne, aber kleiner als die Tüpfelhyäne. Die Kopf-Rumpf-Länge beträgt 110 bis 136 Zentimeter, wozu noch ein 19 bis 27 Zentimeter langer Schwanz kommt. Die Schulterhöhe beträgt bei Männchen rund 70 Zentimeter und bei Weibchen rund 74 Zentimeter. Das Gewicht variiert zwischen 28 und 47,5 Kilogramm und beträgt durchschnittlich 40 Kilogramm. Es ist ein moderater Geschlechtsdimorphismus vorhanden: die Männchen sind etwas länger und schwerer als die Weibchen, aber niedriger. Wie bei allen Hyänen sind die Vorderbeine länger und kräftiger als die Hinterbeine, wodurch der Rücken nach hinten abfällt. Die Vorder- und die Hinterpfoten enden jeweils in vier Zehen mit stumpfen, nicht einziehbaren Krallen. Wie alle Hyänen sind sie digitigrad (Zehengänger).
Das lange Fell erweckt einen zotteligen Eindruck, auch der Schwanz ist buschig. Diesem langen Fell verdanken die Tiere ihren deutschen Namen. Von den Schultern an verlaufen längere Haare entlang des Rückens bis zum Schwanz; sie bilden eine Mähne, die aufgerichtet werden kann. Als einzige Hyänenart ist die Schabrackenhyäne nicht gemustert oder gestreift, ihr Fell ist überwiegend einfarbig dunkelbraun. Lediglich der Nacken und die Schultern sind kontrastierend dazu gelblich beige gefärbt, und entlang der Beine verlaufen einige dunkle und helle Querstreifen.
Schabrackenhyänen haben einen gut entwickelten Analbeutel, dessen Sekret zur Reviermarkierung eingesetzt wird. Die Weibchen haben zwei bis sechs Paar Zitzen, allerdings sind nur die hinteren beiden Paare funktional. Den Männchen fehlt wie bei allen Hyänen der Penisknochen. Im Gegensatz zu Streifen- oder Tüpfelhyänen zeigen Schabrackenhyänen keine Auffälligkeiten im Bau des Genitaltraktes.

### Kopf und Zähne
Der Bau des Schädels und der Zähne der Schabrackenhyäne gleicht dem der anderen Eigentlichen Hyänen. Der Nacken und die Schultern sind massiv und kräftig. Der Kopf ist rundlich, die unbehaarte Schnauze breit gebaut. Die Augen haben als Anpassung an die nachtaktive Lebensweise ein Tapetum lucidum, die Ohren sind lang und zugespitzt. Die Kiefer sind kräftig, die starke Kiefermuskulatur, insbesondere der Musculus temporalis, hat einen hohen Sagittalkamm am Schädel als Ursprungsstelle.
Die Zahnformel lautet I 3/3 – C 1/1 – P 4/3 M 1/1, insgesamt hat die Schabrackenhyäne also 34 Zähne. Die Schneidezähne sind unauffällig, die Eckzähne sind etwas verlängert. Die an das Aufbrechen von Knochen angepassten Prämolaren sind stark vergrößert und kräftig gebaut. Sie weisen eine komplexe Struktur des Zahnschmelzes auf, was ein Zerbrechen der Zähne verhindert. Vor allem der dritte obere und der dritte untere Prämolar werden für das Aufbrechen von Knochen verwendet. Der vierte obere Prämolar und der untere Molar sind wie bei allen Landraubtieren zu Reißzähnen entwickelt und bilden ein Scherengebiss; diese Zähne sind klingenförmig gebaut und dienen dem Zerschneiden von Fleisch.

## Verbreitung und Lebensraum

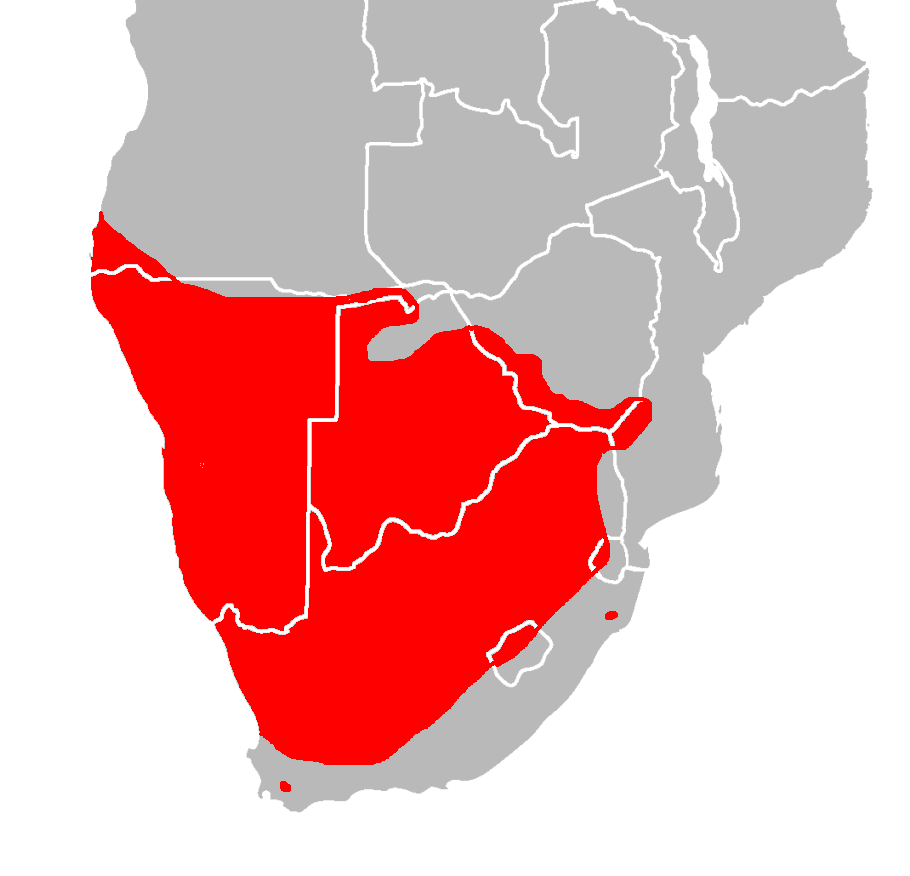
Verbreitungsgebiet (rot) der Schabrackenhyäne

Schabrackenhyänen leben ausschließlich im südlichen Afrika und haben somit das kleinste Verbreitungsgebiet aller Hyänenarten. Es reicht vom südlichen Angola und dem südlichen Simbabwe über weite Teile Namibias und Botswanas bis nach Südafrika. Die Schwerpunkte der Populationsverteilung liegen vermutlich in der mittleren und südlichen Kalahari sowie entlang der Küste Namibias. Seit dem 18. Jahrhundert ist ihr Verbreitungsgebiet deutlich geschrumpft, so sind sie im Süden der ehemaligen Kapprovinz ausgestorben. Sichtungen einzelner Tiere könnten allerdings ein Hinweis sein, dass sie diese Region langsam wieder besiedeln – sofern es nicht einzelne, wandernde Tiere sind.
Sie bewohnen eine Reihe von trockenen Habitaten und kommen beispielsweise in Wüsten und Halbwüsten, aber auch in Buschland und Savannen vor. Sie bevorzugen dabei Gebiete mit weniger als 100 Millimeter bis 650 Millimeter Jahresniederschlag. Sie sind relativ selten, die Populationsdichten betragen 1 bis 3 Tiere auf 100 km².

## Lebensweise

### Aktivitätszeiten und Sozialverhalten
Schabrackenhyänen sind überwiegend nachtaktive Tiere, lediglich bei kühlem, bewölktem Wetter begeben sie sich manchmal auch tagsüber auf Nahrungssuche. Es gibt zwei Aktivitätszeiten: von 19:30 bis 24:00 Uhr und von 2:30 bis 6:00 Uhr, dazwischen halten sie eine kurze Rast. Mit Radio-Halsbändern ausgestattete Tiere waren im Schnitt 42,6 % von 24 Stunden und 80,2 % in der Zeit von 18:00 bis 6:00 Uhr aktiv. Tagsüber schlafen sie in einem Erdloch oder unter einem Busch.
Die Tiere leben in stabilen Gruppen, die „Clans“ genannt werden. Allerdings bilden nur rund zwei Drittel der Individuen eines Gebietes Clans, die übrigen leben als einzelgängerische Nomaden. Ein Clan umfasst 4 bis 14 Tiere, die Zusammensetzung kann regional variieren. Da die Weibchen häufig in ihrer Geburtsgruppe verbleiben, die Männchen diese jedoch verlassen müssen, bildet eine Gruppe miteinander verwandter Weibchen häufig den Kern eines Clans. In jedem Clan leben ein bis fünf ausgewachsene Weibchen, wenn es mehr werden, werden die überzähligen Weibchen von den anderen aus der Gruppe verjagt. In einigen Fällen bildet sich eine Hierarchie aus, die unter anderem in bevorzugtem Zugang zu Nahrungsressourcen zum Tragen kommt. Diese Rangordnung etabliert sich sowohl innerhalb der Männchen als auch innerhalb der Weibchen, das ranghöchste Männchen und das ranghöchste Weibchen sind gleichberechtigt. Ob sich eine Hierarchie bildet, hängt von der Populationsdichte und vom Fortpflanzungsverhalten ab. Bei geringer Populationsdichte, das heißt besserem Nahrungsangebot, ist dies nicht notwendig, ebenso wenig wenn die Jungtiere regelmäßig von clanfremden Männchen gezeugt werden.

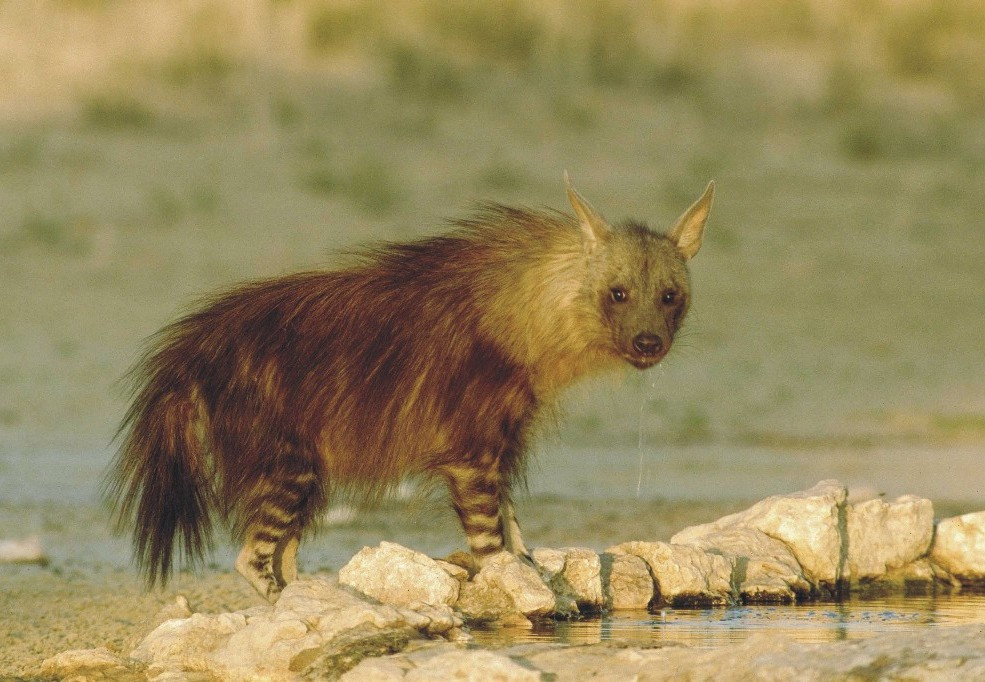
Schabrackenhyäne in Südafrika

Clans bewohnen große, dauerhafte Reviere. Die Reviergröße korreliert mit dem Nahrungsangebot und variiert zusätzlich je nach Jahreszeit. In der südlichen Kalahari beträgt die durchschnittliche Reviergröße 308 km², in der mittleren Kalahari ist sie mit 170 km² deutlich kleiner. An der Küste Namibias mit dem reichen Angebot an Robben kann die Größe nur 32 km² betragen, während sie im Landesinneren auf über 1000 km² steigen kann. Die Reviere überlappen sich um nicht mehr als 20 %.
Da sich Schabrackenhyänen weitgehend allein fortbewegen, ist die wichtigste Kommunikationsform die olfaktorische Kommunikation, das heißt mittels Gerüchen. Die Reviere werden mit Drüsensekreten markiert, dabei streifen die Tiere ihren Analbeutel über einen Grasbüschel oder ein ähnliches Objekt, wobei eine intensiv riechende weiße Flüssigkeit und eine schwächere schwarze Flüssigkeit abgesondert werden. Zwar markieren alle Hyänenarten ihre Reviere mit Analbeutelsekret, die zwei verschiedenen Sekrete kommen aber nur bei Schabrackenhyänen vor. Die weiße Flüssigkeit kann selbst von Menschen noch nach 30 Tagen gerochen werden, während die schwarze nach ein paar Stunden nicht mehr wahrnehmbar ist. Vermutlich dient die schwarze Flüssigkeit dazu, Hinweise auf den Zeitpunkt der Absonderung zu geben und so andere Clanmitglieder auf die eigene Anwesenheit hinzuweisen. Damit kann verhindert werden, dass mehrere Tiere das gleiche Gebiet nach Nahrung absuchen. Die langanhaltende weiße Flüssigkeit macht clanfremde Tiere auf das Revier des Clans aufmerksam. Neben den Drüsensekreten legen sie auch Kotgruben an, die ebenfalls den Artgenossen Hinweise auf die eigene Anwesenheit geben. Kotgruben befinden sich häufig bei markanten Landschaftspunkten.
Treffen sich zwei Tiere aus demselben Clan, nachdem sie getrennt waren, zeigen sie wie alle Eigentlichen Hyänen ein typisches Begrüßungsverhalten. Sie gehen in die Hocke und präsentieren dem anderen ihren Analbeutel, der ihn beschnuppert. Dabei legen sie die Ohren an und ziehen die Lippen zurück, sodass die Zähne sichtbar werden. Diese Begrüßungen können bis zu fünf Minuten dauern. Im Bedrohungsfall richten die Tiere ihre Mähne auf, wodurch sie größer erscheinen. Kämpfe mit Artgenossen werden durch häufig ritualisierte Nackenbisse ausgetragen. Diese Kämpfe können sich sowohl zwischen clanfremden Tieren als auch zwischen Mitgliedern desselben Clans zur Festigung der Hierarchie abspielen. Das überlegene Tier packt dabei den Nacken des anderen mit den Schneide- und Eckzähnen und schüttelt es wild hin und her.
Schabrackenhyänen sind leise Tiere, die wenig Laute von sich geben. Bekannt sind Kreischlaute, die Unterwerfung ausdrücken, und ein bedrohliches Knurren, das aggressive Haltungen begleitet. Weithin schallende oder lachende Laute, wie sie von der Tüpfelhyäne bekannt sind, lassen diese Hyänen nicht erklingen.

### Nahrung
Schabrackenhyänen sind vorwiegend Aasfresser, ernähren sich aber auch von selbst erlegten Tieren und pflanzlichem Material. Hauptbestandteil ihrer Nahrung macht das Aas größerer Tiere aus. Dank ihres kräftigen Gebisses können sie auch dicke Knochen zerbrechen, ihr effizientes Verdauungssystem verwertet alle Körperteile eines Tiers mit Ausnahme der Haare, der Hufe und der Hörner. Die im Aas enthaltenen bakteriellen Gifte beeinträchtigen weder ihr Verdauungs- noch ihr Immunsystem. An selbst gejagten Tieren fressen sie beispielsweise junge Springböcke, Springhasen, Löffelhunde und bodenbrütende Vögel. Sie sind keine geschickten Jäger, ihr Jagdstil ist unspezialisiert, die meisten Jagden scheitern. Insekten, Straußeneier und anderes ergänzen ihren Speiseplan. Im Gegensatz zu den größeren Tüpfelhyänen können sie diese Eier mit ihren Kiefern aufbrechen. Die Hyänen der namibischen Küstenregion haben eine eigene Ernährungsform entwickelt: Sie fressen vorwiegend die Jungtiere des Südafrikanischen Seebären, die sie im Gegensatz zu den übrigen Tieren auch mit beträchtlichem Erfolg selbst jagen.
Sie leben in teilweise sehr trockenen Regionen – in der Kalahari ist acht Monate im Jahr kein Wasser verfügbar – und brauchen nicht zu trinken. Wenn Wasser verfügbar ist, trinken sie aber täglich. Ansonsten decken sie ihren Flüssigkeitsbedarf mit verschiedenen Kürbisgewächsen wie Tsama-Melonen, Gemsbok-Gurken oder Hookeri-Melonen.
Sie gehen einzeln auf Nahrungssuche und legen dabei große Distanzen zurück. In Namibia messen die nächtlichen Streifzüge 15 bis 47 Kilometer, in der Kalahari können es bis zu 54 Kilometer sein. Dabei bewegen sie sich auf Zick-Zack-Routen fort und verlassen sich vorwiegend auf ihren Geruchssinn, um Nahrung aufzuspüren. Bei größeren Kadavern können sich mehrere Tiere versammeln und friedlich nebeneinander fressen.
In der Regel fressen sie das Aas an Ort und Stelle, allerdings werden Teile größerer Kadaver manchmal im hohen Gras oder unter Büschen versteckt. Diese Verstecke werden mit Drüsensekret markiert und in den nächsten Tagen immer wieder aufgesucht. Es gab eine Beobachtung, bei der eine Schabrackenhyäne ein leeres Straußennest mit 26 Eiern fand. Sie transportierte in den nächsten vier Stunden 14 Eier weg und lagerte sie 150 bis 600 Meter vom Nest entfernt. Währenddessen fraß sie nur drei Eier.

### Fortpflanzung

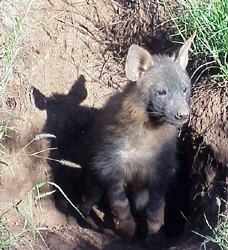
Junge Schabrackenhyäne

Das Paarungsverhalten der Schabrackenhyänen ist variabel. Manchmal paaren sich die Weibchen nur mit nomadischen Männchen, die im Gebiet des Clans ohne eigenes Revier und einzelgängerisch herumziehen. In anderen Fällen übernehmen die in den Clan eingewanderten Männchen diese Rolle. Die Bindung der eingewanderten Männchen bleibt lose und hält selten länger als drei Jahre. Die Gründe für diese Abwechslung sind nicht genau bekannt. Möglicherweise hängt sie mit dem Nahrungsangebot zusammen: Die Paarung mit nomadischen Männchen findet vorwiegend in der Trockenzeit statt, wenn das Nahrungsangebot gering ist und sich die Streifgebiete ausdehnen, kann es schwierig sein, den Kontakt mit anderen Clanmitgliedern aufrechtzuerhalten.
Die Paarung kann das ganze Jahr über erfolgen. Nach einer rund 96-tägigen Tragzeit bringt das Weibchen meist zwei oder drei Jungtiere zur Welt, die Zahl kann von eins bis fünf variieren. Neugeborene kommen mit geschlossenen Augen zur Welt, ihre Fellfärbung gleicht der der ausgewachsenen Tiere. Sie verbringen ihre ersten Lebenswochen in einem Erdbau. In manchen Regionen hat jedes Weibchen einen eigenen Bau, in der mittleren Kalahari hingegen gibt es Gemeinschaftsbaue, in denen sich die Jungtiere von verschiedenen Weibchen und verschiedenen Alters aufhalten. Manchmal säugen auch die Weibchen andere Jungtiere, sie bevorzugen jedoch stets das eigene. Mit acht Tagen beginnen sich ihre Augen zu öffnen, in den ersten drei Lebensmonaten verlassen sie den Bau bestenfalls in Begleitung eines Erwachsenen. Ab dem vierten Lebensmonat beginnen sowohl die Mutter als auch andere Clanmitglieder, Futter zu den Jungtieren zu bringen. Dabei wird das Futter getragen und nicht wieder hochgewürgt. Mit rund zehn Monaten beginnen die heranwachsenden Tiere, längere Streifzüge außerhalb des Baus zu unternehmen, mit spätestens 15 Monaten verlassen sie den mütterlichen Bau für immer. Wie bei allen Eigentlichen Hyänen dauert die Stillzeit relativ lang, endgültig entwöhnt werden die Jungtiere mit 12 bis 16 Monaten. Ab 22 Monaten beteiligen sich die heranwachsenden Tiere daran, Nahrung zu den Jungtieren zu bringen, mit rund 30 Monaten sind sie ausgewachsen. Mit etwa 36 bis 40 Monaten müssen die Männchen und manchmal auch die Weibchen ihren Geburtsclan verlassen. Im gleichen Alter kann die erste Fortpflanzung erfolgen. Im günstigsten Fall bringt das Weibchen alle zwölf Monate Nachwuchs zur Welt, dieses Geburtsintervall kann sich jedoch auf 41 Monate ausdehnen.
Das bekannte Höchstalter eines Tieres in freier Wildbahn betrug zwölf Jahre, in Gefangenschaft kann die Lebenserwartung rund 29 Jahre betragen.

### Interaktion mit anderen Arten
Schabrackenhyänen sind gegenüber Löwen und Afrikanischen Wildhunden unterlegen und ziehen sich vor diesen Tieren zurück. Sie vermeiden auch den Kontakt zu Tüpfelhyänen und legen in Gebieten, wo sie sympatrisch vorkommen, ihre Baue nicht wie diese entlang der Flüsse, sondern in trockeneren Gegenden an. Gegenüber Leoparden, Geparden und Karakalen sind sie dominant. Ein starker Nahrungskonkurrent ist der Schabrackenschakal, der sich häufig ebenfalls von Jagdüberresten anderer Tiere ernährt. Zwischen diesen beiden Arten kann es mitunter zu heftigen Kämpfen kommen. Auch Geier können Nahrungskonkurrenten sein.
An Ektoparasiten sind die Flohart Echidnophada larina und eine bislang unbekannte Lausfliegenart, an Endoparasiten der Bandwurm Taenia hyaenae und der Fadenwurm Spirocerca lupi bekannt.

## Schabrackenhyänen und Menschen

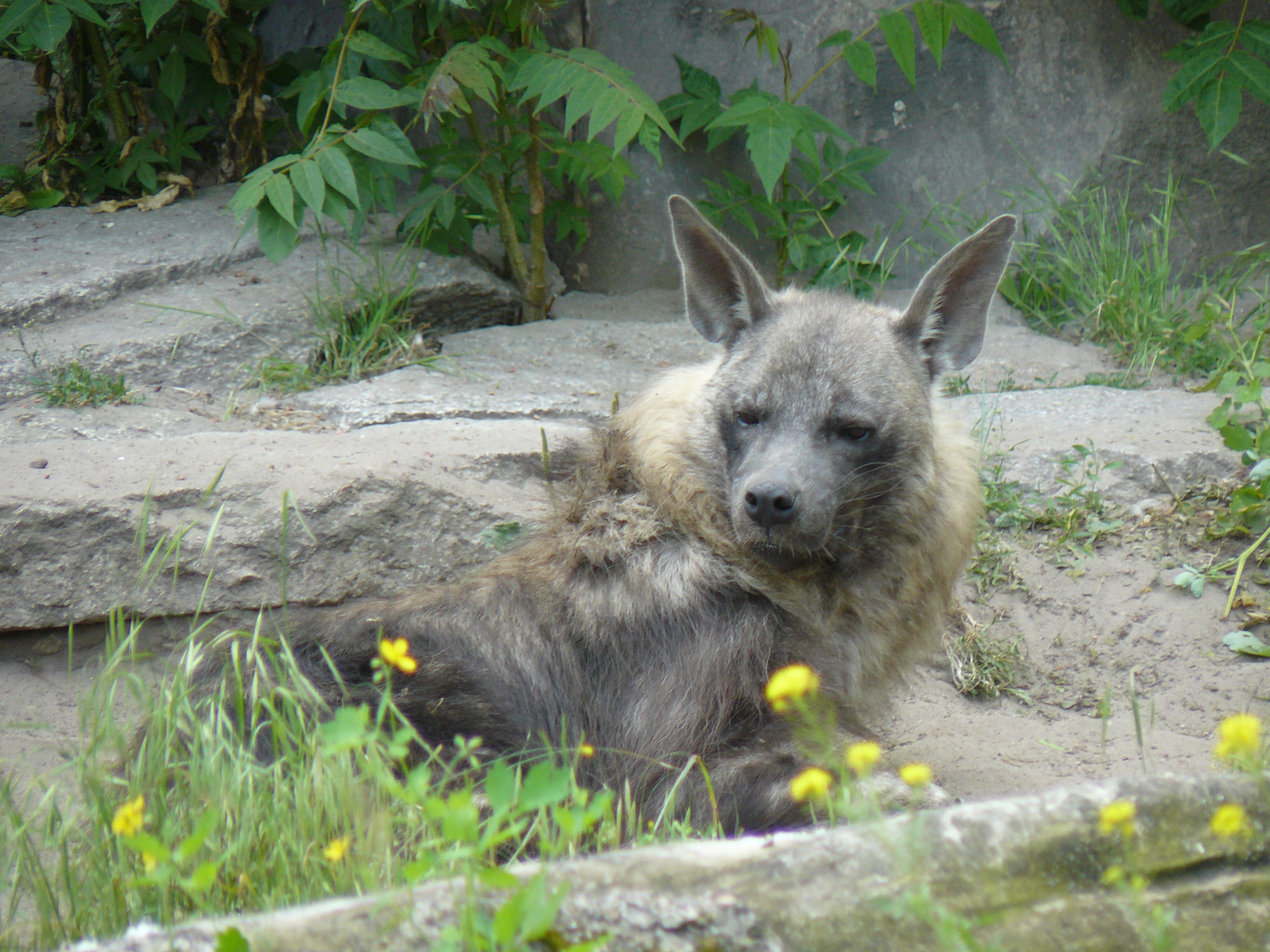
Schabrackenhyäne im Tierpark Berlin

Schabrackenhyänen haben sehr niedrige Populationsdichten und sind darum selten. Ihre Körperteile werden manchmal zu medizinischen Zwecken oder bei Ritualen verwendet, allerdings weit seltener als bei der Streifenhyäne. Im südlichen Afrika haben sie immer noch einen schlechten Ruf und gelten als feige oder dumme Tiere. Ihnen wird häufig unterstellt, Haustiere zu reißen, auch weil sie manchmal beim Fressen von Kadavern beobachtet werden. Zwar kann es gelegentlich vorkommen, dass Schabrackenhyänen Haustiere töten und fressen, das geschieht aber nicht in einem den Gesamtbestand gefährdenden Ausmaß. Dessen ungeachtet werden sie von Viehzüchtern erschossen, vergiftet oder mit Hunden bejagt. Weitere Bedrohungen sind die Verkleinerung und Zerstückelung ihres Lebensraumes sowie der Straßenverkehr. Diese Gefahr wird dadurch gesteigert, dass Hyänen häufig direkt auf der Straße die Kadaver von überfahrenen Tieren fressen und dabei unvorsichtig gegenüber Fahrzeugen sind. Gegenüber Menschen scheinen Schabrackenhyänen nicht aggressiv zu sein, über unprovozierte Angriffe wurde bisher nichts bekannt.
Sie kommen in einer Reihe von Schutzgebieten in Südafrika, Namibia und Botswana vor. Die Gesamtpopulation wird auf 5000 bis 8000 Tiere geschätzt, aufgrund der nachtaktiven und weiträumigen Lebensweise könnte die Zahl aber höher sein als bisher bekannt. Die IUCN listet die Art bei sinkenden Populationszahlen als „potenziell gefährdet“ (near threatened).

## Systematik
Als wissenschaftlicher Name der Schabrackenhyäne finden sich zwei Bezeichnungen: Parahyaena brunnea und Hyaena brunnea. Vom Erstbeschreiber, Carl Peter Thunberg, wurde sie in die Gattung Hyaena und damit in die gleiche Gattung wie die Streifenhyäne (Hyaena hyaena) eingeordnet. Hendey stellte 1974 die enge Verwandtschaft beider in Zweifel, er vermutete, dass die Schabrackenhyäne näher mit der ausgestorbenen Gattung Pachycrocuta verwandt sei, welche im Pliozän und im Pleistozän hauptsächlich in Eurasien verbreitet war. Er und ordnete sie deshalb als deren Untergattung Parahyaena ein. Von Werdelin und Solounias wurde diese Trennung 1991 bestätigt, sie erhoben Parahyaena aber in den Rang einer eigenen Gattung. Die enge Verbindung der Schabrackenhyäne mit der Gattung Pachycrocuta wurde im Jahr 2024 in einem Fachaufsatz wieder aufgegriffen. Hierbei zeigten sich starke Ähnlichkeiten im Gebissbau, so dass der Autor der Studie vorschlug, die Schabrackenhyäne wieder in die Gattung Pachycrocuta einzugliedern.
Aufgrund morphologischer und molekularer Daten gilt heute als gesichert, dass unter den rezenten Formen die Streifenhyäne der nächste lebende Verwandte der Schabrackenhyäne ist und die beiden Arten somit Schwestertaxa bilden. In manchen Taxonomien wird die Zugehörigkeit zur Gattung Hyaena aufgrund dieser Verwandtschaft aufrechterhalten, beispielsweise von W. C. Wozencraft. Andere Werke berufen sich auf morphologische Unterschiede und führen die Schabrackenhyäne in der eigenen Gattung Parahyaena. Unterschiede liegen unter anderem im Bau der Prämolaren und anderen Details des Schädelbaus – so ist bei Parahyaena der erste obere Prämolar kleiner, der Gaumen reicht weiter nach hinten und Atlas und Axis überlappen sich länger. Die Trennung der beiden Arten erfolgte vor rund 4,2 Millionen Jahren.
Die Schabrackenhyäne selbst ist monotypisch, das heißt, es werden keine Unterarten anerkannt.